# Acétate de pentyle
L'acétate de pentyle, ou acétate de n-amyle est l'ester de l'acide acétique (acide éthanoïque) avec le pentanol et de formule semi-développée CH3COO(CH2)4CH3. C'est l'un des six isomères de l'acétate d'amyle.

## Description
Son odeur est proche de celle de la banane. Il est connu pour servir à tester l'étanchéité d'un masque anti-gaz dans l'armée suisse sous la dénomination « gaz banane ».